# Bikapók
A bikapók (Eresus) a pókszabásúak (Arachnida) osztályábam a pókok (Araneae) rendjébe sorolt bikapókfélék (Eresidae) családjának névadó neme.
Magyar nevét azért kapta, mert a hím veszélyhelyzetben fejét leszegi mint a bika, potrohát pedig felemelve tartja.

## Származása, elterjedése
Valamennyi faja a palearktikus faunatartományban él. A környezeti hatásokra valamennyi faja érzékeny, ezért előfordulásuk teljes elterjedési területükön foltszerű.
Magyarországon négy faja ismert:
- deres bikapók (Eresus hermani)
- skarlát bikapók (Eresus kollari)
- sárgafejű bikapók (Eresus moravicus)
- mediterrán bikapók (Eresus walckenaeri)

Újabb kutatások alapján valószínűsíthető egy ötödik faj.

## Megjelenése, felépítése

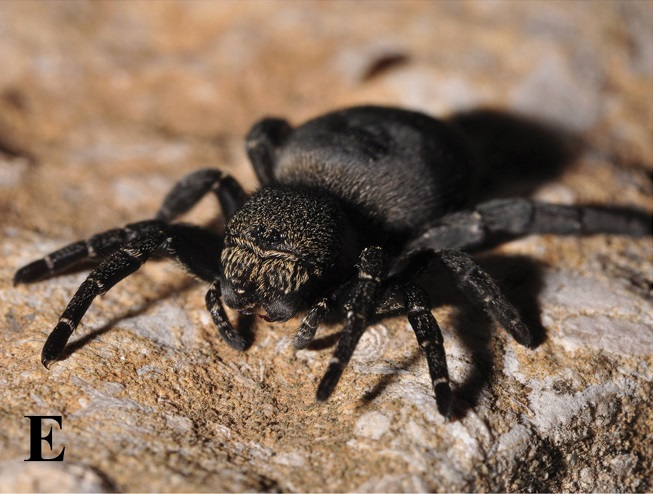
Skarlát bikapók nősténye

Ivari dimorfizmusa szembeötlő; a nőstények a hímeknél jóval nagyobbak.

## Életmódja, élőhelye
Ragadozó, amely magánál többször nagyobb ízeltlábúakat (gyászbogarakat, ganajtúrókat, futóbogárféléket) is elejthet.
A nőstények egész évben üreglakóik: néhány centiméter mély aknát ásnak, és azt pókselyemmel bélelik ki. A bejárattól buktató-, és fogófonalakat húznak a rögzítésükre alkalmas tereptárgyakhoz. A fonalakat gondosan álcázzák. A potenciális áldozat kitinszőrei beleakadnak a fogófonalakba, majd a fonál rezdülésére üregéből kirontó pók mérgező harapásával megbénítja.
A hímek az év egy időszakában (jellemzően tavasztól őszig, de az aktív időszak fajspecifikus) kóborló-vadászó életmódra áttérő hímek aknájukban keresik fel a nőstényeket, és ott párzanak. Utána nagyjából a peték kikeléséig együtt maradnak, majd a nőstény megöli a hímet, és a kikelő kis pókok eleinte annak tetemét eszik.